# Verein für siebenbürgische Landeskunde

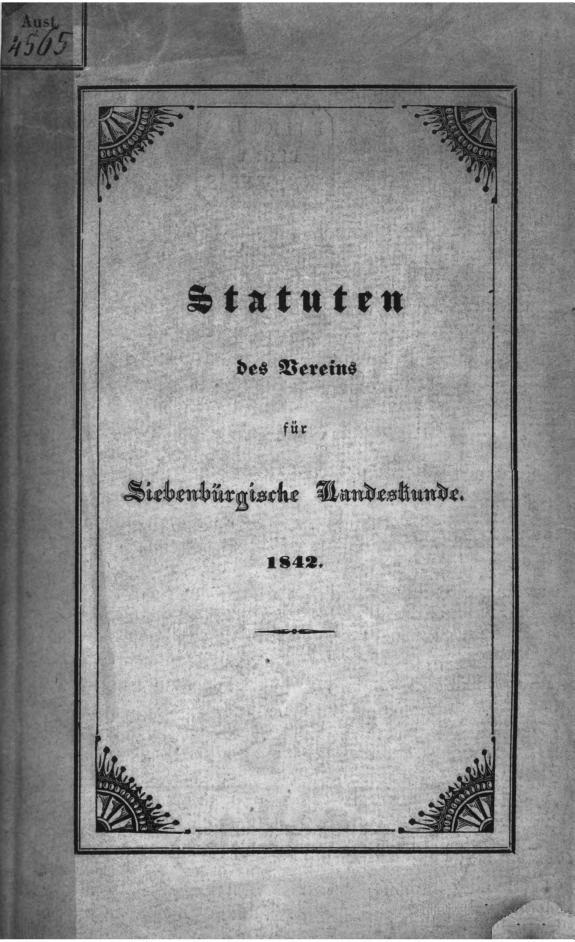
Az egyesület alapszabályának címlapja

A Verein für siebenbürgische Landeskunde az erdélyi szászok 1840 és 1947 között működött honismereti egyesülete, melynek célja a honismereti kutatások minden ágának támogatása, illetve az ilyen jellegű tanulmányok nyomtatásban való megjelentetése.

## Története
Az egyesület tervét Johann Filstich történetíró dolgozta ki, de a szervezők Josef Samuel Fabini medgyesi lelkész, Daniel Graeser és Samuel Gräser városi tanácsosok voltak. Az 1840. szeptember 14-én Medgyesen tartott alakuló ülés meghívója „minden olyan nemzetiségű és rangú személynek” szólt, „aki az erdélyi tudományok barátja”. A tulajdonképpeni megalakulásra 1842. május 8-án Segesváron került sor. Az egyesület első elnöke Josef Bedeus von Scharberg lett, első közgyűlésüket 1843-ban tartották Brassóban, a bolgárszegi evangélikus templomban.
Az évente más-más szász városban tartott közgyűlés a szász tudományos élet népszerű és ünnepélyes rendezvénye volt. A kilencvenhét alapító tag erdélyi szász vagy Erdélyben élő német volt, kiadványaikat német nyelven jelentették meg és a szász identitás megőrzésére törekedtek, hasonlóan ahhoz, hogy az Erdélyi Múzeum-Egyesület az erdélyi magyarok, az ASTRA pedig az erdélyi románok tudományos műhelyeként működött. Ennek ellenére, a Verein első tagjai között magyarok is voltak, például a Barcsai család több tagja, Brassai Sámuel, Debreczeni Márton, gróf Gyulay Lajos, báró Kemény Sámuel, Kuun László, Teleki István; Kemény Józsefet és Mikó Imrét pedig választmányi taggá választották. Néhány alkalommal erdélyi románok (például George Bariț is részt vettek a gyűlésen. Az egyesületnek több erdélyi szász városban alakult fiókszervezete, például a segesvárit Karl Fabritius gimnáziumi tanár és Michael Schuller lelkész, a nagyszebenit Karl Neugeboren történész szervezték meg.
A Verein szoros kapcsolatban állt a bécsi illetve berlini tudományos szervezetekkel.
Az egyesületben meghatározó szerepet játszottak Georg Daniel Teutsch és Friedrich Teutsch, apa és fia, evangélikus püspökök, akik együtt  összesen 65 évig álltak a Verein élén. Fő művük, a Geschichte der Siebenbürger Sachsen für das sächsische Volk (Hermannstadt 1858–1926. I–IV.) meghatározó szerepet játszott az erdélyi szászok történettudatának alakulásában. 
1941-ben a hitleri eszmék terjedése nyomán az egyesületet megszüntették, illetve betagolták az nagyszebeni egységes német
kutatóintézetbe (Forschungsinstitut der Deutschen Volksgruppe in Rumänien). Ez követően a Verein csak Észak-Erdélyben tudott tevékenykedni. A kommunista rendszer hatalomra jutása után, 1947-ben az egyesületet végleg betiltották.
A Németországba kivándorolt egyesületi tagok rendszeres találkozói nyomán kialakult az Arbeitskreis junger siebenbürger Sachsen nevű csoport, amelyből 1962-ben Karl Kurt Klein professzor vezetésével Heidelbergben létrejött az Arbeitskreis für siebenbürgische Landeskunde munkaközösség. Az egykori tagok nyilatkozatai alapján ez a munkaközösség a Verein jogutódjává nyilvánította magát. 1970-ben Gundelsheimban, a német lovagrend egykori kastélyában kapott helyet az erdélyi szász dokumentációs központ; itt jelennek meg az Archiv des Vereins für siebenbürgische Landeskunde folytatásának szánt Siebenbürgisches Archiv, az egykori Korrespondenzblatt helyett a Korrespondenzblatt des Arbeitskreises für Siebenbürgische Landeskunde, a Zeitschrift für Siebenbürgische Landeskunde és Siebenbürgische Familienforschung című folyóiratok, valamint a Studia Transylvanica és a Schriften zur Landeskunde Siebenbürgens sorozatok kötetei.

## Tevékenysége
Az egyesület fennállása alatt a „Vereinsarchiv” 54 kötete, valamint a „Korrespondenzblatt” és „Siebenbürgisches Vierteljahrsschrift” 84 kötete jelent meg. A bennük megjelent – gyakran könyvterjedelmű – tanulmányok fontos források Erdély történetének, művelődéstörténetének és néprajzának tanulmányozásához. Ezeken kívül az egyesület több tucat monografikus jellegű alapművet adott ki, a legjelentősebb kiadványaik az erdélyi szász szótár és szász történelmi forrásgyűjtemény voltak.
A szótár szerkesztését Johann Karl Schuller kezdte el, aki 1849-ben megjelentette a Siebenbürgisch-sächsische Etymologien und Analogien című munkát, majd 1861-től a Verein für siebenbürgische Landeskunde égisze alatt folytatódott a munka, először Josef Haltrich, majd Johann Wolff irányításával, nagyszámú közreműködő anyaggyűjtésével. Wolff 1893-ban bekövetkezett halála után a cédulagyűjteményt az egyesület vette át, és 1896-ban létrehoztak egy szótárbizottságot Adolf Schullerus vezetésével. Az első öt kötet 1908–1931 között jelent meg. 1934-ben az egyesület Fritz Holzträgert bízta meg a munka folytatásával, aki az egyesület megszűnése után magánemberként, nehéz anyagi helyzetben is folytatta munkáját. (A következő kötetek már a berlini Német Tudományos Akadémia és a Román Népköztársaság Akadémiája közötti együttműködési szerződés keretében jelentek meg.) 
Az egyesület által kiadott Urkundenbuch mindmáig az erdélyi történetírás legjobb középkori oklevéltára és az erdélyi
medievisztika egyik legmegbízhatóbb segédeszköze. A Quellen zur Geschichte Siebenbürgens aus sächsichen Archiven című sorozata a szász városok középkori számadásanyagának közzétételét kezdte el; anyagi okok miatt azonban a munka nem fejeződött be. Egy kötet jelent meg a nagyszebeni számadáskönyvekből (1880), illetve három a brassóiakból (1886-1896).
Szintén a honismereti egyesület kiadásában jelentek meg az erdélyi szász történetírók művei: Georg Krauss segesvári jegyző 17. századi kétkötetes krónikája, Michael Conrad von Heydendorf önéletírása, illetve Samuel von Brukenthal gubernátor irathagyatéka.